# 布拉克奧克 (阿肯色州)
布拉克奧克（英語：Black Oak）是一個位於美國阿肯色州克雷格黑德縣的城鎮。

## 地理
布拉克奧克的座標為35°50′11″N 90°22′03″W / 35.83639°N 90.36750°W，而該地的平均海拔高度為70米（即230英尺）。

## 人口
根據2020年美國人口普查的數據，布拉克奧克的面積為1.08平方千米，當中陸地面積為1.08平方千米，而水域面積為0.00平方千米。當地共有人口233人，而人口密度為每平方千米215人。